# Rajd Karkonoski 1995
Rajd Karkonoski 1995 był 5. eliminacją Rajdowych Samochodowych Mistrzostw Polski w 1995 roku oraz eliminacją Rajdowych Mistrzostw Europy o współczynniku 2. Odbył się w dniach od 29 czerwca do 1 lipca 1995.
Trasa rajdu przeszła małą rewolucję. Zniknęły odcinki szutrowe. Zmieniono lokalizację prologu. Drugi dzień rajdu pozostał bez zmian, trzeciego zaś pojawiły się cztery zupełnie nowe próby w rejonie Gór Izerskich.
Warunki atmosferyczne: słońce
Odcinki specjalne:
Prolog (29.06.1995):
OS-1 Jelenia Góra-Jelenia Góra 3,0 km
Etap 2 (30.06.1995):
OS-2,7,12 Karpacz-Karpacz 7,71 km
OS-3,8,13 Kowary-Janowice Wielkie 15,85 km
OS-4,9,14 Sosnówka-Podzamcze 19,3 km
OS-5,10,15 Jelenia Góra-Piechowice 10,7 km
OS-6,11,16 Piechowice-Kromnów 5,4 km
Etap 3 (01.07.1995):
OS-17,21,25 Szklarska Poręba-Szklarska Poręba 7,60 km
OS-18,22 Czerniawa-Świeradów 5,85 km
OS-19,23 Świeradów Malachit-Świeradów Tartak 8,70 km
OS-20,24 Świeradów PKP-Szosa Sudecka Parking 18,00 km

## Przed rajdem
Ciekawie zapowiadający się pojedynek pomiędzy Pawłem Przybylskim a Krzysztofem Hołowczycem został przerwany. Warszawianinowi skończył się kontrakt z Rafinerią Czechowice, a nie zdołał ze względu na napięty kalendarz znaleźć drugiego sponsora. W tej sytuacji faworytem nr 1 do zwycięstwa był kierowca Toyoty. Na dobry wynik liczył także Bogdan Herink, prowadzący Renault Clio Maxi. Kierowca z Zakopanego miał pechowy początek sezonu i mimo najmocniejszego samochodu w F-2, był w punktacji tej kategorii za Waldemarem Doskoczem. "Mrówa" dysponował słabszym od pojazdu "Harnasia" Clio Williams, ale jeździł znacznie równiej od kolegi z zespołu Renault Elf.
Wśród kierowców grupy N zdecydowanym faworytem był jeżdżący Mitsubishi Lancerem Robert Herba. Apetyt na zwycięstwo w tej kategorii mieli również dwaj kierowcy Fordów Escortów: Wiesław Stec - odwieczny rywal Herby, oraz Andrzej Chojnacki, który w poprzednim sezonie otarł się o mistrzowski tytuł w "ence". Nieco na dalszym planie znaleźli się jeżdżący dość chimerycznie Romuald Chałas w kolejnym Escorcie i Andrzej Koper w Subaru.
Na rajdzie pojawiło się także kilka załóg zagranicznych z Czech, Niemiec, Ukrainy i Włoch, jednak nie byli to zawodnicy z najwyższej półki (z wyjątkiem Włochów, którzy w pucharowej klasie Cinquecento Abarth należeli do faworytów, jednakże nie byli uwzględniani w klasyfikacji międzynarodowej).

## Przebieg rajdu

### Nowy prolog
Po wypadku z poprzedniego roku organizator przeniósł prolog z gęsto zabudowanego centrum miasta na węzeł obwodnicy miasta. Teren niemal pusty, ale na niektórych prostych trzeba było - po raz pierwszy w historii tego rajdu - zastosować sztuczne szykany z beczek z wodą. Tutaj okazało się, że Clio Maxi Herinka jest konkurencyjne dla Toyoty Hołowczyca. Waldemar Doskocz nie był w stanie utrzymać tempa czołowej dwójki, zatem pilnował swojej pozycji.

### Etap 2
Bogdan Herink i Krzysztof Hołowczyc przez większą część etapu walczyli ze sobą łeb w łeb. Waldemar Doskocz trzymał się za nimi.
Wśród kierowców grupy N najlepiej radził sobie Andrzej Chojnacki. Więcej prób wygrywał w tej kategorii Robert Herba, ale najpierw drobna usterka, a potem dwie przebite jednocześnie opony oddaliły kierowcę Mitsubishi od lidera.
Wielu kierowców miało kłopoty lub odpadło już na pierwszym etapie. Robert Kępka rozbił swoje Clio już na czwartej próbie. Odcinek wcześniej rajd zakończyła załoga z Ukrainy, która oddała najdłuższy skok na hopie w Karpaczu. Wiesław Stec odpadł po awarii samochodu. Uszkodzenie turbosprężarki spowolniło Romualda Chałasa. Goście z Niemiec także odpadli po awarii. Również Hołowczyc miał pecha. Uszkodzenie pierwszego biegu spowodowało, że Herink odjechał olsztynianinowi na dwie minuty. Obyło się jednak bez dramatu takiego jak wypadek Ryszarda Granicy z poprzedniego roku.

### Etap 3
Krzysztof Hołowczyc starał się jak mógł odrobić straty spowodowane awarią skrzyni biegów. Jednak dobrze jadący do końca Bogdan Herink utrzymał prowadzenie do mety. Trzecie miejsce dowiózł do końca Waldemar Doskocz.
W grupie N najlepiej poradził sobie Andrzej Chojnacki. Za nim zameldował się Robert Herba, trzecie miejsce w tej kategorii zajął Andrzej Koper. Na jednym z ostatnich odcinków Cezary Fuchs nie zmieścił się w zakręcie i zostawił tam koło swojego Escorta. Serwis jednak sobie z tym poradził i wrocławianin dojechał do mety.

## Klasyfikacja generalna[1]
1. Bogdan Herink/Barbara Stępkowska (Renault Clio Maxi)
2. Krzysztof Hołowczyc/Maciej Wisławski (Toyota Celica GT4)
3. Waldemar Doskocz/Aleksander Dragon (Renault Clio Williams)
4. Andrzej Chojnacki/Tomasz Pacek (/N/Ford Escort RS Cosworth)
5. Robert Herba/Andrzej Górski (/N/Mitsubishi Lancer Evo 2)
6. Andrzej Koper/Jakub Mroczkowski (/N/Subaru Impreza 555)
7. Michał Rej/Robert Bromke (/N/Nissan Sunny GTi)
8. Janusz Kulig/Dariusz Burkat (/N/Opel Kadett GSi 16V)
9. Cezary Fuchs/Mikołaj Madej (/N/Ford Escort RS Cosworth)
10. Włodzimierz Skrodzki/Erwin Meisel (/N/Honda Civic VTi)